# ظهارة
الظِّهَارة أو الطلائية أو  الطبقة الطلائية (بالإنجليزية: epithelium) أو النسيج الطلائي هو مجموعة من الخلايا تتحد معاً لتغطي أحد أعضاء الجسم. ينتمي إلى نسيج الظهارة أنسجة التغطية الخارجية للأعضاء وأنسجة الغدد. تقع الظهارة فوق النسيج الضام.
تعتبر الظهارة أحد الأنسجة الأساسية في جسم الإنسان بالإضافة النسيج الضام والنسيج العضلي والنسيج العصبي.
تعرف الظهارة أيضاً بإنتاجها للجزيء اللاصق CDH1 (هو نوع من الجينات) الذي يعتبر ذا عمل معاكس لجزيء CDH2 الذي يستعمل في النسيج الضام.
نسيج الظِّهَارَة نسيج يكسو سطحًا أو يبطِّن تجويفًا. وهي أحد الأنواع الرئيسية للنسيج المكون لأجسام الكائنات الحية وبعض الحيوانات الأخرى. تغطي الظهارة سطح الجسم وتبطِّن قنوات الجسم ذات الفتحات إلى الخارج، فالقناة التنفسية، والقناة الهضمية والمجرى البولي، على سبيل المثال، مغطاة كلها بالظهارة. هناك ثلاثة أنواع من الخلايا تشكل الظهارة، وهي الخلايا الحرشفية والمُكَعَّبَِّة والعمودية. ويمكن تمييز هذه الخلايا من خلال أشكالها. فالخلايا الحرشفية دقيقة وتشبه الحراشف ولديها حواف غير منتظمة. وهي تشكل النسيج الذي يكسو سطح الجسم ويبطن الجسم والفم والمريء. أما الخلايا المُكَعَّبِيَّة فهي تبدو وكأنها مكعبات صغيرة الحجم، وطولها يتساوى مع عرضها، وتبطن هذه الخلايا بعض تجاويف الجسم، وتوجد في الكثير من الغدد. أما العمودية فهي تشبه الأعمدة وطولها أكبر بكثير من عرضها. والنسيج المتكون من هذه الخلايا يبطِّن جدار المعدة والأمعاء والطبقة الداخلية من البشرة (الجلد)، ويبطن القناة التنفسية شكل من أشكال الظهارة العمودية، مزود بأهداب.

## الموقع
توجد الظهارة في الطبقة الخارجية من الجسم (الجلد) وأيضا محيطاً بالتجاويف الداخلية للجسم كالأمعاء وغيرها، يتكون الجلد من خلايا ظهارية حرشفية مطبقة، تتميز ظهارة الجلد بأنها تحتوي على طبقة البشرة (هي أعلى الطبقات الموجودة في جسم الإنسان)، وتتميز خلايا طبقة البشرة بأنها مسطحة ميتة، توجد الظهارة أيضاً في المريء (الطبقة الداخلية من الفم) وخلاياه نفس نوع خلايا الجلد إلا أن المريء يفتقر إلى البشرة.
وتوجد الظهارة أيضاً في أجزاء الجسم الفاصلة بين الطبقات الخارجية والداخلية، توجد ثلاثة أنواع من الخلايا الظهارية تغطي هذه الأجزاء وهي النسيج الحرشفي البسيط والنسيج الظهاري المطبق الكاذب ونسيج ظهاري اسطواني الخلايا.
وتنتشر كذلك الظهارة في عدة مناطق داخلية من الجسم كالرئتين والسبيل الهضمي وأجزاء من الجهاز البولي والغدد الافرازية وأيضاً الغدد اللاافرازية، وحتى بإمكانك إيجاد الظهارة في القرنية! (الطبقة الخارجية من العين).
البطانة الشائعة (الطبقة الداخلية من الأوعية الدموية والقلب والأوعية اللمفية) هي بالأصل أحد أنواع الظهارة، كذلك المتوسطة هو أحد أنواع الظهارة المعروفة التي تغطي التامور (سائل يفصل بين القلب والقفص الصدري) والجنبات (غشاء يفصل بين الرئتين والقفص الصدري ويعرف أيضاً بغشاء البلورا) والصفاق.

## التركيب
تتكون الظهارة من خلايا متراصة تتحد مع بعضها على شكل طبقات يختلف عددها من موقع لآخر، يتلاءم هذا الاختلاف بالشكل بسبب اختلاف وظيفة كل ظهارة، تفصل الظهارة عن باقي أنسجة الجسم عن طريق غشاء رقيق من النسيج الضام تسمى الغشاء القاعدي ، الغشاء القاعدي مهم جداً حيث أنه يعمل على دعم الظهارة وإعطاءها شكلها.
تقسم الظهارة عادةً إلى نوعين تبعاً لعدد الطبقات التي تحتويها، ظهارة تحتوي على طبقة واحدة من الخلايا وتعرف باسم ظهارة بسيطة (simple epithelium)، وظهارة تحتوي على طبقتين أو أكثر من الخلايا وتعرف باسم ظهارة طبقية.
وهنا بعض أنواع الظهارة:
ظهارة بسيطة حرشفية الخلايا
أو كما تعرف بالظهارة الصدفية البسيطة، يوجد للظهارة الحرشفية البسيطة شكل مثل الصحن الرقيق المسطح، تأخذ خلاياها شكلاً مماثلاً لشكل النسيج تقريباً، تغطي هذه الخلايا أجزاء مهمة من الجسم مثل الطبقة الداخلية للفم والأوعية الدموية والقلب والرئتين والبشرة.
ظهارة بسيطة مكعبة الخلايا
أو الظهارة الذردية البسيطة، وكما يدل اسمها تأخذ خلايا الظهارة المكعبية البسيطة شكل المربع أو المكعب ولدى نواتها شكل كروي، توجد الظهارة المكعبية البسيطة في الغدد وقنوات الغدد وأنابيب الكلية، ويوجد هذا النوع من الخلايا أيضاً في أحد أنواع الجراثيم التي تنشر الخلايا التي تسبب أمراضاً في مبايض الإناث والحيوانات المنوية للذكور.
ظهارة بسيطة اسطوانية الخلايا
أو الظهارة العمودية البسيطة، يشكل هذا النوع من الخلايا، إما ظهارة بسيطة (أي بتشكيله طبقة واحدة فقط) أو ظهارة مطبقة الخلايا (أي تشكيله طبقتين أو أكثر من الخلايا) كما سيظهر في النوع اللاحق، يظهر هذا النوع من الخلايا بشكل عمودي اسطواني، توجد نواة هذه الخلايا عادةً في قاعدة الخلية ولها شكل عمودي أيضاً، تغطي هذه الخلايا أجزاء من الجهاز الهضمي مثل المعدة وسل الأمعاء، وتغطي هذه الخلايا أيضاً بعض المستقبلات الحسية (نسبةً لأعضا الحس أو الحواس الخمس) مثل الأنف والأذن والبراعم التذوقية الموجودة في اللسان، توجد الخلايا الكأسية (Goblet Cell) (توجد في الغدد أحادية الخلية) في جسم الإنسان بين الخلايا البسيطة الاسطوانية، كما توجد في الأمعاء الدقيقة وفي الجهاز التنفسي، تخزن أو تحفظ هذه الخلايا المخاط بالإضافة إلى مادة معينة تحافظ على نعومة أسطح الجسم.
ظهارة مطبقة اسطوانية الخلايا (هذا النوع مطبق الخلايا وليس بسيط)
لخلايا هذا النوع شكل مشابه لخلايا الظهارة البسيطة الاسطوانية الخلايا إلا أنها تتميز عنها بنقطتين فقط: الأولى أنها تتكون من أكثر طبقة من الخلايا أما الثانية بأن هذه الخلايا تمتاز بوجد أهداب على أسطحها، تتحرك هذه الأهداب معاً بسرعة وتوازن وبشكل موجي في اتجاه محدد، حركة الأهداب هذه تساعد على خروج المخاط (من مخزنه في الخلايا الكأسية كما ذكرنا في الخطوة السابقة) إلى الموقع المطلوب من الجسم، الظهارة المطبقة الاسطوانية الخلايا توجد عادةً في المسالك الهوائية (القنوات الهوائية) مثل الأنف، كما توجد أيضاً في الرحم ونفقي فالوب لدى الأنثى، تساعد حركة الأهداب على دفع البويضة من المبيض إلى الرحم (مروراً بنفق فالوب).
ظهارة غدية
الظهارة الغدية هي ظهارة اسطوانية الخلايا (بسيطة أو مطبقة) تحتوي على الخلايا الكأسية، لكن يتميز هذا النوع بأنه يحتوي على كميات كبيرة جداً من الخلايا الكأسية وعدد قليل أيضاً من بقية أنواع خلايا الظهارة الأخرى، كذلك معظم هذه الخلايا تتخصص لخدمة الغدد كما أن تقوم بتخزين مواد معينة مثل الأنزيمات والهرمونات والحليب والمخاط والعرق وغيرهم، الغدد أحادية الخلية تتكون من خلية واحد وغالباً ما تكون خلية كأسية، أحياناً يتحول جزء الظهارة ليكون غدد عديدة الخلايا، بالواقع معظم الغدد عديدة الخلايا.
ظهارة طبقية (بشكل عام)
عندما يحتاج الجسم للتحمل والقدرة على الدمع فان الظهارة تظهر بشكل مجموعة من الخلايا على شكل طبقات، الخلايا العليا تكون مسطحة ومقشرة وقد تحتوي على بروتين كيراتين، جلد الثديات مثلاً يتكون من ظهارة مطبقة الخلايا تحتوي على بروتين الكيراتين، أما الطبقة الداخلية من الفم فتتكون من ظهارة طبقية إلا أنها تفتقر للكيراتين.

## الوظيفة
تعمل خلايا الظهارة على حماية الأنسجة الداخلية للجسم من عدة مؤثرات خارجية مثل التصادمات المباشرة والمواد الكيميائية الضارة والفيروسات والبكتريا وكذلك يحمي الجسم من الفقدان المفرط للماء.
تخترق المنبهات الحسية العصبية (السيالات العصبية) مجموعة من الخلايا الظهارية المتخصصة مثل تلك الخلايا الموجودة (الجلد والفم والأذن والأنف واللسان).
كذلك هناك أنواع معينة من الخلايا الظهارية الموجودة في الغدد تعمل على تخزين مواد كيميائية هامة للجسم مثل الأنزيمات والهرمونات.
كما توجد مجموعة أخرى من الخلايا الظهارية المتخصصة تغطي الطبقة الداخلية من الأمعاء تعمل على امتصاص المواد الغذائية من الطعام المهضوم.
و توجد أيضاً خلايا ظهارية متخصصة في الكلية تعمل على تخزين فضلات الجسم ثم إعادة امتصاص المواد التي يحتاجها الجسم، حتى العرق تعمل الخلايا الظهارية على اختزانه داخل الغدد العرقية.
كذلك تساعد الخلايا الظهارية على انتشار السوائل والغازات داخل الجسم كما يحدث في الرئتين.
لا تعمل الظهارة فقط على حماية الجسم من التصادمات الخارجية، بل أيضاً تعمل على منع تقليل الاحتكاك بين أجهزة الجسم والأوعية الدموية.

## التصنيف
تصنف الظهارة تبعاً لثلاثة عوامل وهي الشكل وعدد الطبقات واحتوائها لجزيئات معينة:
1 - الشكل:
| الشكل          | الوصف |
| -------------- | --- |
| حرشفية (قشرية) | تسمى خلايا هذا النوع بالخلايا الحرشفية الظهارية، تغطي هذه الخلايا أجواء مهمة من الجسم مثل الطبقة الداخلية للفم والأوعية الدموية والرئتين والأحشاء، هذه الخلايا أيضاً مهمة جداً لإعطاء الأسناخ الرئوية شكلها، هذه الخلايا مسطحة ورقيقة وناعمة جداً، نعومة هذه الخلايا تمكن الموائع من التحرك عبرها بسهولة، وتميز هذه الخلايا برقتها لها مهمة للأسناخ الرئوية حيث تسهل من عملية تبادل الغازات بين الدم والهواء الخارجي، هذه الخلايا ليست نشطة جداً في العمليات الأيضية لكن تكمن أهميتها في قدرتها بالسماح لمرور مواد معينة عبر أنسجتها. |
| مكعبة          | تسمى خلايا هذا النوع بالخلايا المكعبية الظهارية، يعتبر هذا النوع أصغر نوع من الخلايا الظهارية، وكما يدل اسمها تأخذ خلاياها شكل المكعب أي لها طول = العرض = الارتفاع، توجد نواة هذا النوع في منتصف الخلية، توجد الخلايا المكعبية عادةً في الغدد وفي قنوات الغدد وأنابيب الكلية، كما يوجد أيضاً في أحد أنواع البكتريا التي تسبب أمراض تصيب مبايض الإناث وخصى الذكور. |
| عمودية         | تسمى خلايا هذا بالخلايا العمودية الظهارية، هذه الخلايا لها شكل اسطواني وتتميز بأن طولها أأكبر من عرضها، يقسم هذا النوع إلى قسمين مطبق وبسيط (بسيطة أي ظهارة مكونة من طبقة واحد من الخلايا أو مطبقة من طبقتين أو أكثر من الخلايا)، توجد نواة هذا الخلايا في قاعدة الخلية، تغطي هذه الخلايا الطبقات الداخلية للأمعاء الدقيقة، ويكون النوع البسيط من هذه الخلايا أحد أهم أنواع الخلايا تسمى بالخلايا الكأسية وهي غدة أحادية الخلية، تحتوي هذه الخلايا على سطحها نتوءات صغيرة جداً يطلق عليها اسم زغيبات.                              |

2- عدد الطبقات:
| النوع     | الوصف |
| --------- | --- |
| بسيط      | يوجد في هذا النوع طبقة واحد فقط من الخلايا الظهارية. |
| مطبق      | يحتوي على طبقتان أو أكثر من الخلايا، تكون طبقات هذا النوع مسطحة الشكل، فقط طبقة واحدة من هذا النوع تلمس الصفيحة القاعية (وهي مسندة للخلايا الظهارية)، تمتاز الظهارة المطبقة بقدرتها على تحمل ضغط هائل. |
| مطبق كاذب | خلايا هذا النوع تتكون من طبقة واحد من الخلايا الظهارية العمودية الشكل، لكن يمتاز النسيج المطبق الكاذب بقدرة جميع خلاياه على لمس الصفيحة القاعدية، لكن سميت بالمطبق الكاذب لأنها قد تخدع المشاهد وتعطي انطباع بأنها مطبقة بسبب اختلاف موقع نواة الخلية من خلية لأخرى (بإمكانك مشاهدتها في الصورة الموجودة بالأعلى)، مثلاً الظهارة التي تغطي الشعب الهوائية في الثديات تتكون من ثلاثة أنواع من الخلايا موجودة بطبقة واحد (الخلية القاعدية وتوجد نواتها بالقرب من الصفيحة القاعدية (أي النواة توجد بقاعدة الخلية) والخلية المهدبة وتوجد نواتها بالمنتصف بين الصفيحة القاعدية وسطح الطبقة والخلية المخاطية وبسبب غنيها بالمخاط فانه من الصعب تحديد موقع النواة بدقة لكن المتعارف عليه أن نواتها تميل للقرب من الصفيحة القاعدية). |

3- احتوائها لجزيئات معينة
| الجزيء     | الوصف |
| ---------- | --- |
| كيراتين    | الكيراتين بروتين يتواجد عادةً في الجلد والأنف، يقدم الكيراتين للظهارة حاجز خشن وغير نفاذ، توصف الخلايا التي تحتويه بالخلية الكيراتينية.                                                                                            |
| خلية مهدبة | تحتوي هذه الخلايا على غشاء قمي بلازمي، تحتوي هذه الخلايا على أنيبيبات تمكنها من تحريك المخاط ومواد أخرى عبرها، هذه الخلايا تغطي المسالك الهوائية وقناة البيض، ولتتواجد الأهداب في الخلية تكون غشاء الخلية المهدبة من مسام وأهداب. |

## أمثلة
| الجهاز               | الموقع                           | نوع الخلايا                                                                      | النوع الفرعي           |
| -------------------- | -------------------------------- | -------------------------------------------------------------------------------- | ---------------------- |
| الدوران              | الأوعية الدموية                  | حرشفية بسيطة                                                                     | بطانة                  |
| الهضم                | قناة غدة تحت الفك السفلي         | عمودية مطبقة                                                                     | -                      |
| الهضم                | لثة                              | حرشفية مطبقة، كيراتيني                                                           | -                      |
| الهضم                | ظهر اللسان                       | حرشفية مطبقة، كيراتيني                                                           | -                      |
| الهضم                | الحنك الصلب                      | حرشفية مطبقة، كيراتيني                                                           | -                      |
| الهضم                | المريء                           | حرشفية مطبقة، لا كيراتيني                                                        | -                      |
| الهضم                | المعدة                           | عمودي بسيط، غير مهدب                                                             | -                      |
| الهضم                | الأمعاء الدقيقة                  | عمودي بسيط، غير مهدب                                                             | ظهارة معوية            |
| الهضم                | الأمعاء الغليظة                  | عمودي بسيط، غير مهدب                                                             | ظهارة معوية            |
| الهضم                | المستقيم                         | عمودي بسيط، غير مهدب                                                             | -                      |
| الهضم                | شرج                              | حرشفية مطبقة، لا كيراتيني في الخط الأبيض الرئيسي، كيراتيني في الخط الأبيض الفرعي | -                      |
| الهضم                | المرارة                          | عمودي بسيط، غير مهدب                                                             | -                      |
| الغدد الصم           | جريبات الدرقية                   | مكعبة بسيطة                                                                      | -                      |
| العصبي               | البطانة العصبية                  | مكعبة بسيطة                                                                      | -                      |
| اللمف                | الأوعية اللمفية                  | حرشفية بسيطة                                                                     | بطانة                  |
| جلد                  | بشرة                             | حرشفية مطبقة، كيراتينية                                                          | -                      |
| جلد                  | قناة الغدة العرقية               | مكعبة مطبقة                                                                      | -                      |
| جلد                  | متوسطة (في جوف البدن)            | حرشفية بسيطة                                                                     | متوسطة                 |
| التناسلي الأنثوي     | مبايض محارية                     | مكعبة بسيطة                                                                      | ظهارة انتاشية (أنثوية) |
| التناسلي الأنثوي     | نفق فالوب                        | عمودية بسيطة، مهدبة                                                              | -                      |
| التناسلي الأنثوي     | الرحم                            | عمودية بسيطة، مهدبة                                                              | -                      |
| التناسلي الأنثوي     | بطانة الرحم                      | عمودية بسيطة                                                                     | -                      |
| التناسلي الأنثوي     | باطن عنق الرحم                   | عمودية بسيطة                                                                     | -                      |
| التناسلي الأنثوي     | الجزء المهبلي من عنق الرحم       | حرشفية مطبقة، غير كيراتينية                                                      | -                      |
| التناسلي الأنثوي     | المهبل                           | حرشفية مطبقة، لا كيراتينية                                                       | -                      |
| التناسلي الأنثوي     | الشفران الكبيران                 | حرشفية مطبقة، كيراتينية                                                          | -                      |
| التناسلي الذكري      | نبيبات مستقيمة                   | مكعبة بسيطة                                                                      | ظهارة انتاشية (ذكرية)  |
| التناسلي الذكري      | الشبكة الخصوية                   | مكعبة بسيطة                                                                      | -                      |
| التناسلي الذكري      | قنيات الخصية                     | عمودي مطبق كاذب                                                                  | -                      |
| التناسلي الذكري      | البربخ                           | عمودي مطبق كاذب، مهدب (تتميز أهدابه بأنه ساكنة)                                  | -                      |
| التناسلي الذكري      | الأسهر                           | عمودي مطبق كاذب                                                                  | -                      |
| التناسلي الذكري      | القناة الدافقة                   | عمودية بسيطة                                                                     | -                      |
| التناسلي الذكري(غدة) | الغدة البصلية الاحليلية          | عمودية بسيطة                                                                     | -                      |
| التناسلي الذكري(غدة) | الحويصلة المنوية                 | عمودي مطبق كاذب                                                                  | -                      |
| تنفسي                | البلعوم الفموي                   | حرشفية مطبقة، لا كيراتينية                                                       | -                      |
| تنفسي                | الحنجرة                          | عمودي مطبق كاذب، مهدب                                                            | ظهارة تنفسية           |
| تنفسي                | الحبال الصوتية (داخل الحنجرة)    | حرشفية مطبقة، لا كيراتينية                                                       | -                      |
| تنفسي                | الرغامى                          | عمودي مطبق كاذب، مهدب                                                            | ظهارة تنفسية           |
| تنفسي                | قصيبات                           | عمودية بسيطة                                                                     | -                      |
| الحس                 | القرنية                          | حرشفية مطبقة، لا كيراتينية                                                       | ظهارة قرنية            |
| الحس                 | الأنف                            | عمودي مطبق كاذب                                                                  | الظهارة الشمية         |
| البول                | النبيب الملقف الداني (في الكلية) | مكعبة بسيطة، مهدبة                                                               | -                      |
| البول                | الطرف الصاعد الرقيق (في الكلية)  | حرشفية بسيطة                                                                     | -                      |
| البول                | النبيب الملقف القاصي (في الكلية) | مكعبة بسيطة، مهدبة                                                               | -                      |
| البول                | قناة الكلية الجامعة              | مكعبة بسيطة                                                                      | -                      |
| البول                | حويضة الكلية                     | انتقالية (تصنيف لم يذكر بالموضوع)                                                | ظهارة بولية            |
| البول                | حالب                             | انتقالية (تصنيف لم يذكر بالموضوع)                                                | ظهارة بولية            |
| البول                | المثانة                          | انتقالية (تصنيف لم يذكر بالموضوع)                                                | ظهارة بولية            |
| البول                | الاحليل البروستاتي               | انتقالية (تصنيف لم يذكر بالموضوع)                                                | ظهارة بولية            |
| البول                | الاحليل الغشائي                  | عمودي مطبق كاذب، غير مهدب                                                        | -                      |
| البول                | الاحليل القضيبي                  | عمودي مطبق كاذب، غير مهدب                                                        | -                      |
| البول                | فوهة الاحليل الخارجية            | حرشفية مطبقة                                                                     | -                      |

## الخلايا الموصلة
الخلايا الموصلة هي خلايا تقع بين خلايا معينة في نسيج معين، في الظهارة توجد الكثير من خلايا هذا النوع، خلايا الظهارة الموصلة تتكون من بروتينات معقدة ولها وظيفة مهمة حيث أنها تحافظ على اتصال الخلايا المجاورة وبين الخلية والسائل بين الخلوي وأيضاً تبني هذه الخلايا حاجز يتحكم في عملية عبور المواد.

## إفرازات الظهارة
يعد التخزين أحد أهم الوظائف للظهارة كما ذكرنا في قسم الوظيفة، تتشكل الغدد عن طريق طي الخلايا الظهارية ثم تنمو هذه الغدد للأسفل نحو النسيج الضام، تقسم الغدد عادةً إلى قسمين: الغدد الصم والغدد الخارجية الافراز، الغدد الصم تخزن خلاياها مباشرةً في سطحها أي عند الظهارة.

## علم الأجنة
عندما يتكون جسم الإنسان تتكون معه الظهارة عبر الطبقات الثلاثة الأولية للجنين وهي:
- الأديم الظاهر (في البشرة)
- الأديم المتوسط (في السبيل الهضمي)
- الأديم الباطن (في الأحشاء)

الجدير بالذكر أن بعض الظهارة مثل البطانة والمتوسطة (كلاهما مشتق من الأديم الباطن) لا تعتبر بدقة ظهارة حقيقية من قبل أخصائيي الأمراض لذلك توضع عادةً كأنواع فرعية للظهارة وذلك بسبب الاختلاف الكبير بين الأمراض التي تصيب هذين النسيجين وبقية الظهارة الحقيقية، مثلاً يصنف ورم سرطان البطانة والمتوسطة ضمن الأورام اللحمية، بينما ورم السرطان الذي يصيب الظهارة يصنف ضمن الأورام السرطانة (أحد أنواع السرطان يصيب الخلايا الظهارية)، كذلك تتميز شعيرات هذه أنسجة البطانة والمتوسطة بشكل فريد ومميز، لكن إذا تكلمنا بعيداً عن علم الأمراض فان البطانة والمتوسطة وأمثالهما تعتبر أنسجة ظهارة حقيقية.

## أنواع الظهارات
- الظهارة البسيطة الرصفية (المسطحة)

التواجد: في بطانة الأوعية الدموية واللمفية وأسناخ الرئة والأذن الداخلية والوسطى
- الظهارة البسيطة المكعبة

التواجد: سطح المبيض وبعض الأقنية الصفراوية والأنابيب الجامعة في الكلية
- الظهارة الأسطوانية الموشورية (العمودية)

التواجد: في أنبوب فالوب والظهارة الساترة للمعي
- الظهارة المطبقة الرصفية

التواجد: في البشرة وتكون متقرنة وفي مخاطية الفم والمري والمهبل وتكون غير متقرنة
- الظهارة المطبقة المكعبة

التواجد: أقنية الغدد العرقية المفرغة
- الظهارة المطبقة الأسطوانية أو الموشورية (العمودية)

التواجد: في الأقنية المفرغة الكبيرة للغدد
- الظهارة المطبقة الكاذبة أو الموهمة

التواجد: في الرغامى والبربخ والحفرتين الأنفيتين
ملحوظة:سميت هذه الظهارة بالمطبقة الكاذبة أو الموهمة لأنه عند رؤية الخلايا بالمجهر الضوئي نرى تكثف الأنوية في الصورة وتظهر الأنوية فوق بعضها البعض مما يوحي بوجود عدة طبقات من الخلايا غير أن جميع الخلايا الموجودة في النسيج الظهاري المطبق الموهوم ترتكز على الصفيحة القاعدية مثل الظهارة البسيطة أي عكس الظهارة المطبقة الحقيقية التي ترتكز فيها فقط خلايا الطبقة القاعدية على الصفيحة القاعدية.

## معرض صور

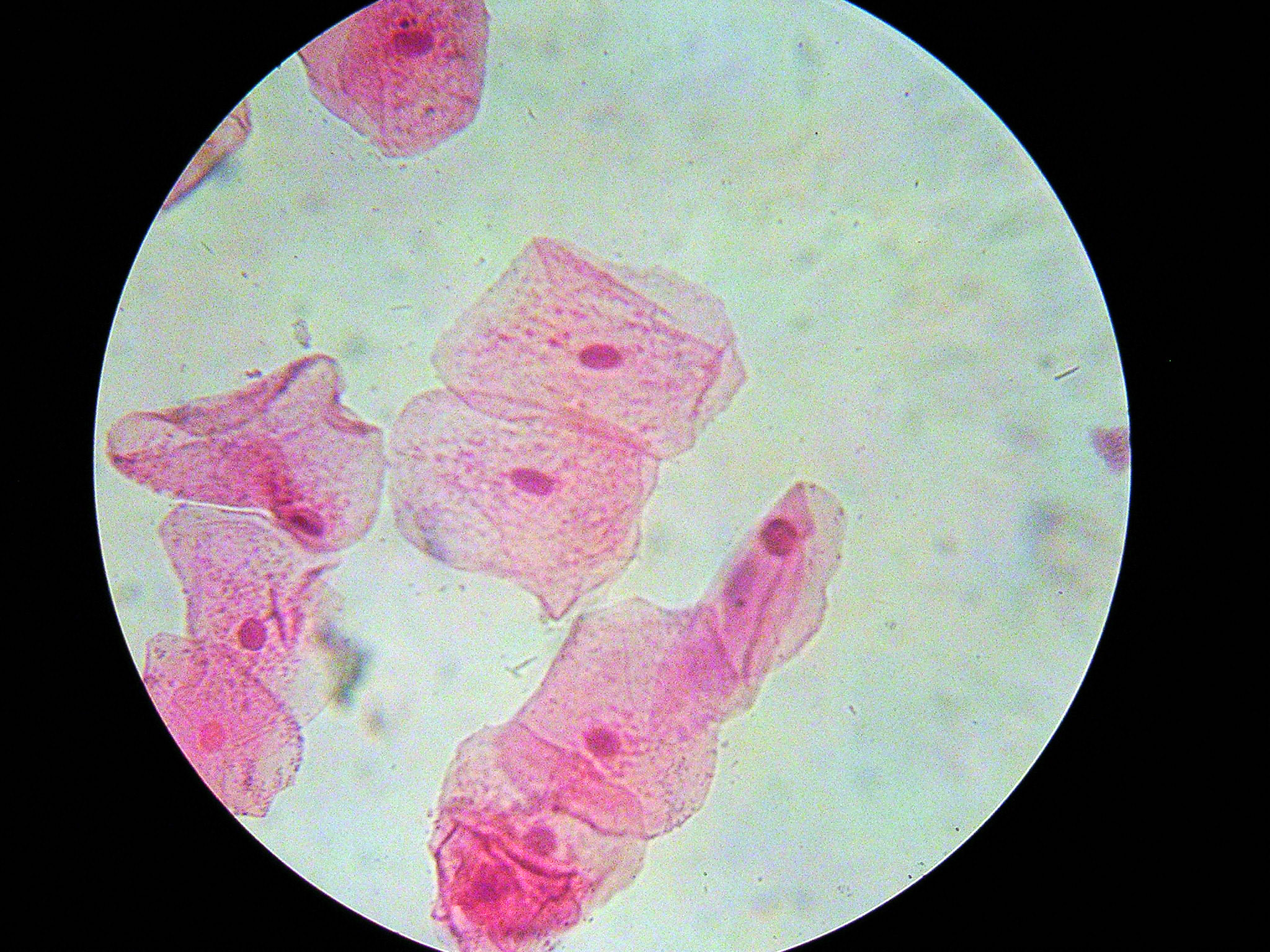
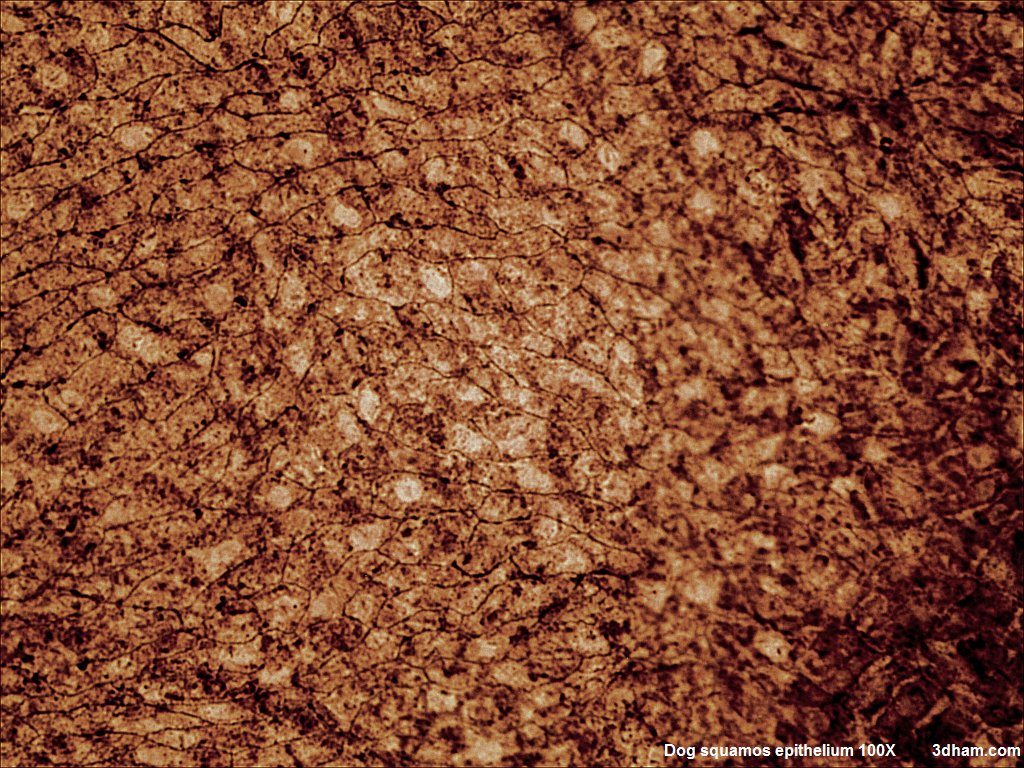
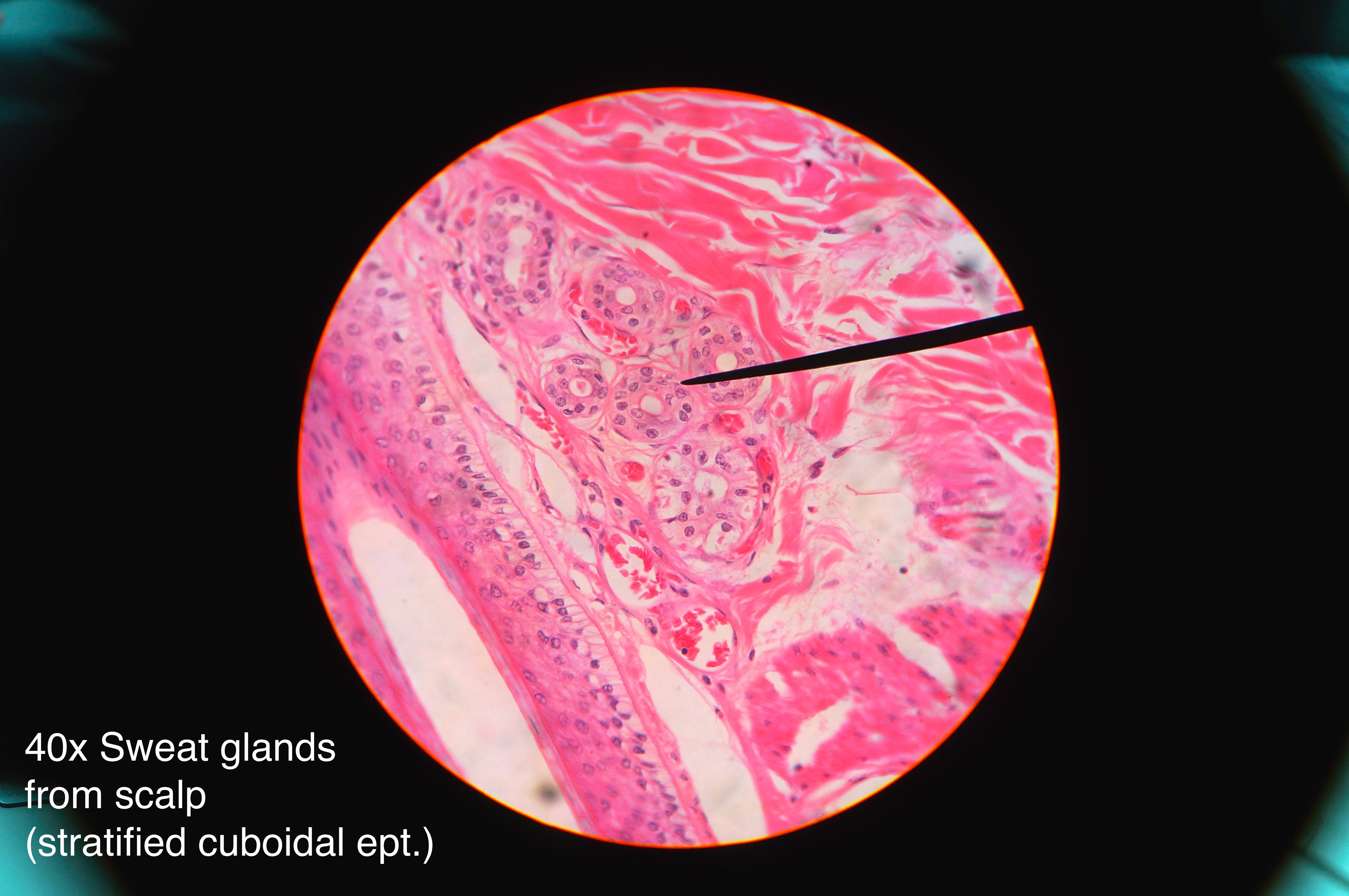
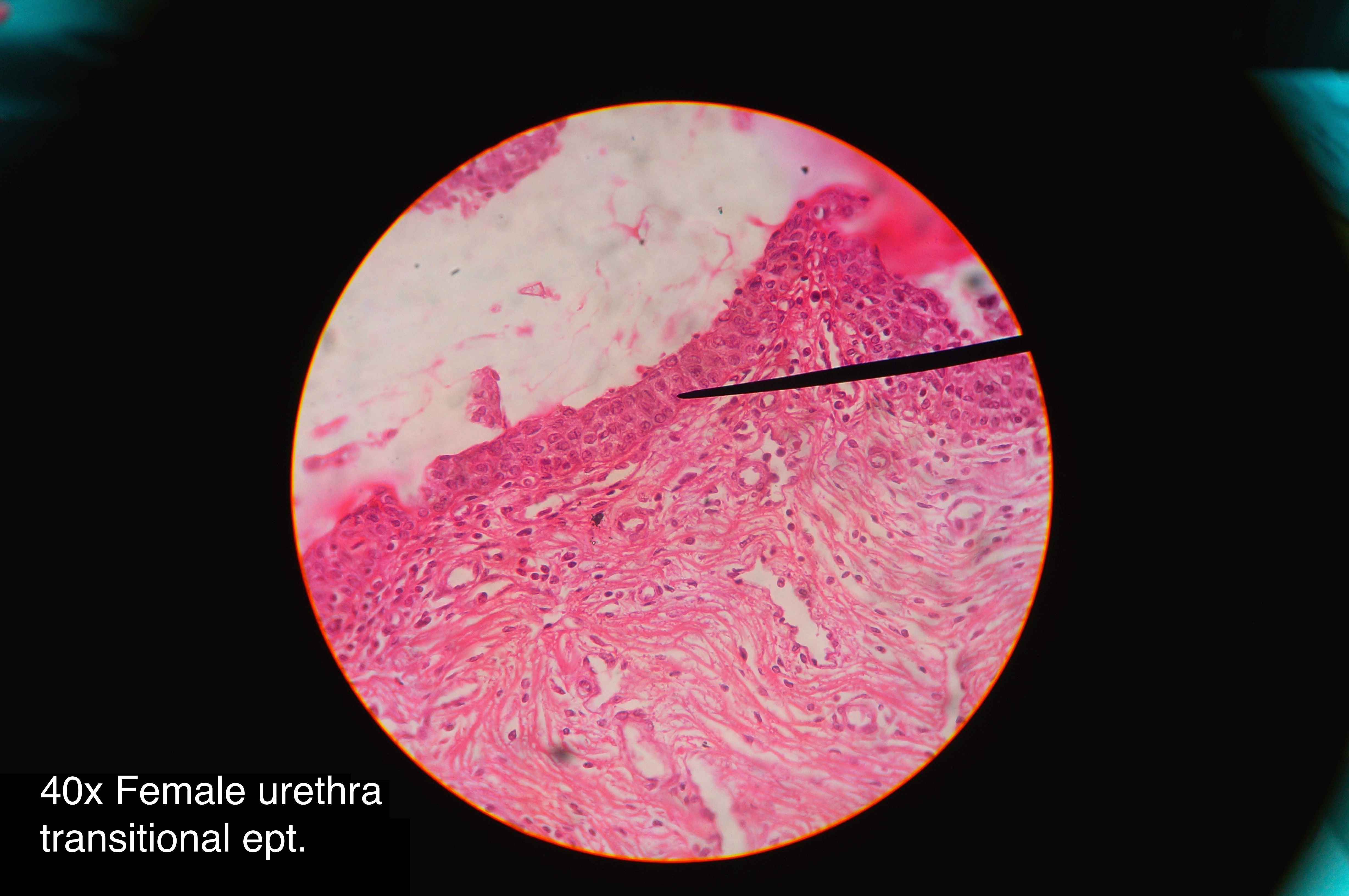

## اقرأ أيضا
- شريان
- غلالة باطنة
- نسيج عظمي
- خلية بانيت
- ورم ظهاري